# Hypoestes tubiflora
Hypoestes tubiflora är en akantusväxtart som beskrevs av Raymond Benoist. Hypoestes tubiflora ingår i släktet Hypoestes och familjen akantusväxter. Inga underarter finns listade i Catalogue of Life.